# Винау
Винау (нем. Wynau) — коммуна в Швейцарии, в кантоне Берн.
Входит в состав округа Аарванген. Население составляет 1604 человека (на 31 декабря 2006 года). Официальный код — 0345.

## Известные уроженцы
- Штеффен, Альберт (1884—1963) — швейцарский поэт, художник, драматург и романист.